# Anctoville-sur-Boscq
Anctoville-sur-Boscq là một xã thuộc tỉnh Manche trong vùng Normandie tây bắc nước Pháp. Xã này nằm ở khu vực có độ cao trung bình 49 mét trên mực nước biển.